# Михаил Хардау
Михаил Хардау (на румънски: Mihail Hărdău) e румънски политик, министър на образованието и изследванията в правителството на Кълин Попеску-Търичану в периода 10 ноември 2005 – 5 април 2007 година.

## Биография
Михаил Хардау е роден на 15 декември 1947 г. в Окна Муреш, Трансилвания. През 1965 г. завършва средното си образование в родния си град. Висшето си образование завършва в Политехническия университет в град Клуж.
От 1972 до 1978 г. работи като инженер по машиностроене, а в периода 1979-1989 г. е директор на студентско общежитие. От 1990 г. е доктор на инженерните науки, специалност Машиностроене.

## Научна дейност
По-късно е професор в Техническия университет в Клуж, шеф на катедрата съпротивление на материалите.
Известно време е редактор на техническия бюлетин на университета, работи и като експерт в Националния съвет по наука и техника на Румъния.
Издал е 12 научни книги, автор е на 101 статии и на 19 научни разработки.

## Политическа кариера
Участието на М. Хардау в политическия живот на Румъния е свързано с членството му в Демократическата партия от 1996 година. От 1997 г. до 2001 г. е заместник-председател на окръжния филиал на партията в Клуж, а от 2001 г. – негов председател.
През 2000 – 2004 г. е съветник в окръжната администрация в Клуж, а от самото начало на 2005 г. – префект на Клуж.
След оставката на предишния просветен министър Мирча Микля през октомври 2005 г., Михаил Хардау е избран за нов министър на образованието и изследванията от квотата на Демократическата партия. Той встъпва в длъжност на 10 ноември 2005 г. и е министър до 5 април 2007 г.